# Hermann Köhl
Hermann Köhl (ur. 15 kwietnia 1888 w Neu-Ulm, zm. 7 października 1938 w Monachium) – niemiecki pionier lotnictwa. Pilot wojenny w czasie I wojny światowej, w 1925 roku przeniósł się do lotnictwa cywilnego, tworząc sieć połączeń nocnych w Junkers Luftverkehr AG. Po utworzeniu Lufthansy w 1926 roku był pierwszym koordynatorem lotów nocnych. Od 1927 roku podejmował próby przelotu przez Atlantyk, a w 1928 roku jako pilot samolotu Junkers W 33 „Bremen” wraz z irlandzkim majorem Jamesem Fitzmaurice’m i finansującym przedsięwzięcie niemieckim arystokratą Ehrenfriedem Güntherem von Hünefeldem dokonał pierwszego udanego lotu przez Atlantyk w kierunku zachodnim.

## Życiorys
Był drugim z ośmiorga dzieci późniejszego bawarskiego generalleutnanta Wilhelma Köhla i jego żony Walburgi z domu Mahler. Ukończył szkołę podstawową i gimnazjum w Ulm, gdzie jego ojciec był wówczas kapitanem artylerii. W 1897 r. rodzina przeniosła się do Monachium, a Hermann spędził pewien czas w Korpusie Kadetów, skąd został usunięty z powodu złego prowadzenia się. Edukację szkolną ukończył w gimnazjum realnym w Norymberdze i Augsburgu. W 1906 r. wstąpił do armii, w 1908 r. został promowany na porucznika, a w 1913 wstąpił do Akademii Wojskowej w Berlinie, którą musiał przerwać z powodu wybuchu I wojny światowej.
Z początkiem wojny został skierowany na front zachodni. Po ciężkim postrzale, który uniemożliwił mu dalszą służbę lądową, zgłosił się do oddziału powietrznego, gdzie zyskał uznanie jego talent nawigacyjny. W 1915 r. został nadporucznikiem i dowódcą eskadry, specjalizując się w misjach nocnych. W 1916 r. został zestrzelony w czasie walki powietrznej. Po wyzdrowieniu, w 1918 r., już w stopniu kapitana, otrzymał najwyższe pruskie odznaczenie bojowe Pour le Mérite. W tym samym roku po awaryjnym lądowaniu dostał się do niewoli francuskiej, z której po wielu próbach zbiegł.
Po powrocie do Niemiec zgłosił się do swojego batalionu. Najpierw powierzono mu utworzenie baterii reflektorów, po krótkim czasie został powołany do wirtemberskiej policji, dla której miał rozbudować eskadrę lotniczą, co jednak stało się niemożliwe ze względu na zakaz umieszczony w traktacie wersalskim. W maju 1920 r. wstąpił do Reichswehry, gdzie w randze kapitana pełnił służbę w sztabie transportu. Po redukcji liczebności Reichswery do 100 tys. żołnierzy był kilkakrotnie przenoszony, kończąc służbę jako dowódca kompanii w Neu-Ulm.
Hermann Köhl w latach 1917–1918 poznał Gottharda Sachsenberga, który latał jako obserwator w czasie I wojny światowej, a po wojnie wraz z Hugonem Junkersem podjął się rozwinięcia lotnictwa cywilnego. W czasie spotkań z Sachsenbergiem, które miały miejsce od 1922 r., powstała koncepcja stworzenia pierwszego niemieckiego nocnego połączenia lotniczego z Berlina do Warnemünde. Köhl tworzył projekt tej linii w czasie urlopu w 1924 r. W następnym roku Junkers Luftverkehr AG zaproponowała mu stałą pracę w przygotowaniu linii, która została wydłużona do Sztokholmu.
W kwietniu 1925 r. zakończył służbę wojskową i przeniósł się z żoną Elfrydą (primo voto v. Peterle) do Berlina. Pracował na lotnisku Tempelhofer Feld jako kierownik lotów nocnych Junkers Luftverkehr AG, skąd uruchomił nocną linię pocztową do Sztokholmu. W 1926 r., po połączeniu Junkers Luftverkehr AG i Aero Lloyd w Lufthansę, kierował lotami nocnymi w nowej spółce. Mimo wielu kłopotów formalnych udało mu się wówczas stworzyć pierwsze nocne połączenie pasażerskie Berlin–Królewiec. Na początku sprawowania funkcji kierowniczej sam dużo latał i pracował nad udoskonaleniem urządzeń nawigacyjnych, jednak coraz więcej czasu i uwagi zajmowało mu zarządzanie, co nie sprawiało mu satysfakcji.

## Lot transatlantycki
Kiedy w 1927 r. zaczęto podejmować próby przebycia Atlantyku w kierunku wschodnim i kiedy Charles Lindbergh w dniach 20–21 maja przeleciał z Nowego Jorku do Paryża, Köhl postanowił polecieć w kierunku przeciwnym. W przygotowaniach wspierał go Gotthard Sachsenberg, który był wówczas dyrektorem zakładów Junkersa. Za samolot nadający się do tego przedsięwzięcia uznano Junkers W 33 L, poprowadzenia maszyny podjął się zakładowy pilot Junkersa Loose, a kwestie finansowe i ubezpieczeniowe wziął na siebie Ehrenfried Günther Freiherr von Hünefeld, rzecznik prasowy Norddeutscher Lloyd (NDL).
Dwa samoloty Junkers 33 zostały przystosowane do lotów długodystansowych i otrzymały nazwy flagowych statków NDL: „Europa” i „Bremen”. W czasie przygotowań do lotu transatlantyckiego pilotom Edzardowi i Risticzowi udało się ustanowić rekord świata w długości lotu – 52 godziny. Pierwsza próba – podjęta obydwoma samolotami 14 sierpnia 1927 r., nie powiodła się z powodu złej pogody. Köhl, Loose i von Hünefeld lecieli statkiem „Bremen”. Po tym niepowodzeniu kolejne próby przebycia Atlantyku nie mogły otrzymać publicznej pomocy. Lufthansa, która dotychczas wspierała Köhla, zdystansowała się od projektu, inni sponsorzy woleli pozostać w ukryciu.
Köhl i von Hünefeld nie poddali się. Podczas gdy Köhl pracował nad niezbędnymi udoskonaleniami instrumentów nawigacyjnych, von Hünefeld sfinansował drugą próbę z własnych środków. W marcu 1928 r. Köhl latał przez osiem dni po 6–7 godzin „Bremen”, by wczuć się w samolot. W tajemnicy polecieli do Baldonnel w Irlandii, skąd wcześniej irlandzka załoga podejmowała próby lotu transatlantyckiego. By zmylić niemieckie władze, które usiłowały przeszkodzić próbie, Köhl podał jako cel lotu miasto Dessau.
Köhl i von Hünefeld wystartowali 12 kwietnia 1928 r., po otrzymaniu pomyślnej prognozy pogody. Wspólnie z nimi poleciał major James Fitzmaurice, komendant lotniska w Baldonnel i uczestnik nieudanej wyprawy irlandzkiej. Niedokładność przyrządów nawigacyjnych spowodowała, że w miejsce pierwotnego celu podróży, jakim był Nowy Jork, dotarli do bezludnych wybrzeży Kanady. Po 37 godzinach lotu, wobec kurczącego się zapasu paliwa, wylądowali na Greenly Island. Podczas lądowania na zamarzniętym stawie pod samolotem załamał się lód, maszyna przewróciła się i została lekko uszkodzona. Załoga planowała kontynuowanie lotu, ale po naprawieniu konstrukcji samolotu, pojawiły się problemy z silnikiem, ponadto niepogoda przez wiele dni nie pozwalała na opuszczenie wyspy. Z pomocą pospieszyli im amerykańscy lotnicy Floyd Bennett i Bernt Balchen. Pierwszy z nich, cierpiący na wysoką gorączkę z powodu zapalenia płuc, zmarł w czasie lotu. Po wielu nieudanych próbach naprawienia Bremen, 26 kwietnia 1928 r. wystartowali trójsilnikowym Fordem Bernta Balchena do Curtis Field w Nowym Jorku, gdzie zorganizowano dla nich paradę powitalną, a Köhl otrzymał najwyższe amerykańskie odznaczenie lotnicze „Distinguished Flying Cross”, oraz honorowe obywatelstwo Chicago i St. Louis. Uroczystości w USA i Kanadzie trwały kilka tygodni i przeciągnęły się na całą podróż powrotną do Niemiec, gdzie czekały następne honorowe obywatelstwa (Neu-Ulm i Pfaffenhofen).

## Dalsze osiągnięcia
Po sukcesie przelotu transatlantyckiego Hermann Köhl poświęcił się dalszemu rozwojowi lotnictwa. Rozważał możliwości tankowania w powietrzu i testował samoloty typu „latające skrzydło”. Po roku 1933 wycofał się z życia publicznego, ze względu na nieporozumienia z dawnymi towarzyszami z okresu I wojny światowej, którzy zostali funkcjonariuszami nazistowskimi.
Zmarł w 1938 r., w Monachium, w wieku 50 lat z powodu choroby nerek, której nabawił się w czasie lotów. Został pochowany w swojej rodzinnej miejscowości Pfaffenhofen an der Roth. Jego krewni żyją obecnie w Niemczech i na Śląsku.

## Upamiętnienie
- Z okazji 75 jubileuszu lotu transatlantyckiego w 2003 r. wydano znaczek pocztowy przedstawiający załogę samolotu.
- Dziesięć tablic stworzonych przez Bernharda Hoetgera w 1934 r. w Domu Kurantów (Haus des Glockenspiels) na bremeńskiej ulicy Böttcherstraße przedstawia dawnych zdobywców oceanów. Jedna z nich, drewniana obrotowa tablica zawiera wizerunek kapitana Hermanna Köhla, pułkownika Jamesa Fitzmaurice’a i Ehrenfrieda Günthera Freiherra von Hünefelda.
- Luftwaffe nazwała na jego cześć samolot Airbus A310 MRTT.
- Jego imię noszą koszary 30 pułku śmigłowców w Niederstetten oraz klub lotniczy w Hettstadt koło Würzburga.
- Jest patronem szkół w Berlin-Tempelhof i Pfaffenhofen.
- Jego imieniem nazwano ulice m.in. w Augsburgu, Bremie, Dessau-Roßlau, Heilbronn, Karlsruhe, Kolonii, Leipheim, Monachium, Münster, Neu-Ulm, Nürnberg, Pfaffenhofen an der Roth i Regensburgu.
- Na zlecenie NDL (Norddeutscher Lloyd) malarz-marinista Alexander Kircher stworzył monumentalny obraz przedstawiający lot transatlantycki. Obraz zawieszono w ratuszu Bremy.
- Amerykański dziennikarz William L. Shirer w swoich opublikowanych w 1941 r. „Dziennikach Berlińskich” scharakteryzował Hermanna Köhla z 1935 r. jako „jednego z nielicznych w Niemczech ludzi, którzy mają odwagę nie kłaniać się Göringowi i nazistom”[9].
- Na temat Hermanna Köhla wydano 17 pozycji książkowych[10].